# فيف ريتشاردز

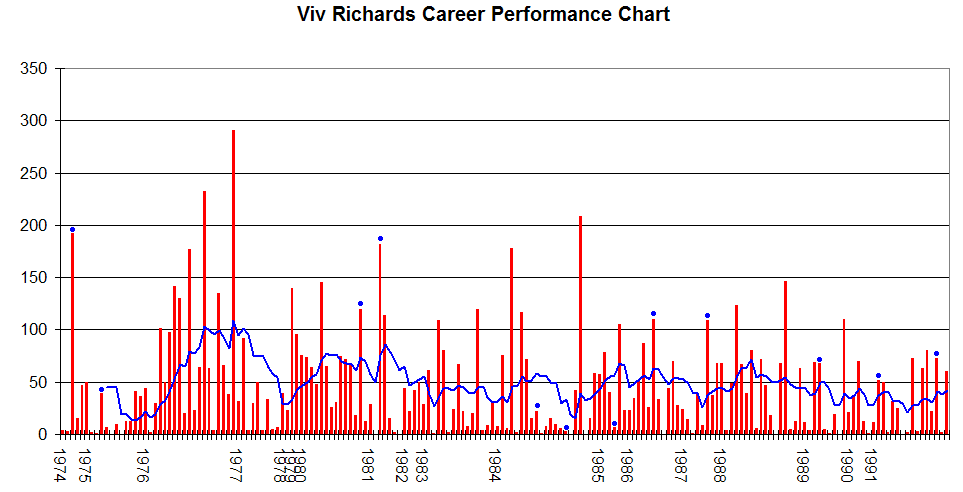
الجدول التوضيحي لأداء فيف ريتشاردز المهني.

سير إسحاق فيفيان ألكسندر ريتشاردز (بالإنجليزية: Viv Richards)‏، كيه إن إتش ‏ (KNH)، أو بي إي (OBE) (وُلد 7 مارس 1952) هو لاعب كريكيت (cricket) سابق في فريق الهند الغربية. يُعرف باسم فيف (أو الملك فيف)، وفي عام 2000 تم اختياره واحدًا ضمن أفضل خمسة لاعبي كريكيت في القرن، من قبل 100 خبير وتتضمن لجنة الخبراء تلك سير دونالد برادمان، سير غارفيلد سوبيرز، سير جاك هوبس وشين وارن. في فبراير عام 2002 قال عنه ويسدن بإنه قد قدم أفضل المباريات على الإطلاق في وان داي إنترناشيونال (One Day International) اختصارًا (ODI). في ديسمبر 2002، اختاره ويسدن أعظم ضارب كرة كريكيت خلال مباريات وان داي إنترناشيونال وأعظم ثالث ضارب كرة في مباريات تيست بعد سير دون برادمان وساشين تندولكر.

## شخصيته وأسلوبه في اللعب
يُعد ريتشاردز ضارب كرة قوي باليد اليمنى كما يتميز بأسلوبه الهجومي القوي في اللعب، بجانب كونه ملعبى ممتاز ورامي كرات عرضية بارع. كما يُعد أقوى ضارب كرة كريكيت وذلك بشهادة كل من لاعبي الكريكيت، الصحفيين، المعجبين وآخرين، لعب ريتشاردز دون ارتداء خوذه طوال حياته المهنية بأكملها؛ السبعة عشر عامًا التي أمضاها في تلك اللعبة منذ عام 1974 حتى عام 1991.
وصفه العديد من الشخصيات البارزة مثل لاعب الكريكيت السابق والأسطوري رامي الكرة السريع اللاعب متعدد المهارات عمران خان والكاتب الشهير جون برمينغهام بأنه أفضل ضارب كرة كريكيت وأقوى منافس قد يواجه أي رامي كرة سريع. كما صنفه العديد من اللاعبين السابقين كضارب كرة عالي المستوى كما ظل ريتشاردز أفضل ضارب كرة كريكيت شهده التاريخ من وجهة نظر باري ريتشاردز، رافي شاستري ونيل هارفي. كما قال عنه وسیم أکرم بأنه أعظم ضارب كرة قد لعب ضده قط، قبل سونيل جافاسكار ومارتن كرو. كما صرح مارتن كرو؛ الذي يُعد أعظم ضارب كرة من أصل نيوزلندي، أن فيف ريتشاردز هو أفضل ضارب كرة قد لعب ضده بالإضافة إلى غريغ تشابيل. يُعد ريتشاردز المثل الأعلى لكرو في مجال الكريكيت جنبًا إلى جنب مع دونالد برادمان، غارفيلد سوبرز وغريغ تشابيل.
أصدر أى سي سي تصنيفات أفضل ضاربي ورامي الكرة في تاريخ الكريكيت في نسخ وإصدارات طويلة وقصيرة. وفقًا لتقييمات تيست كريكيت، حل فيفيان ريتشاردز في المرتبة السادسة بعد سير دونالد برادمان، سير لين هاتون، سير جاك هوبس، ريكي بونتينغ وبيتر ماي. وفي تقييمات وان داي إنترناشيونال The One Day International اختصارًا ODI حصل على المرتبة الأولى ثم جاء بعده ظهير عباس وغريغ تشابيل. جاءت هذه التقييمات بناءً على دراسة المستوى الذي حققه ضاربو الكرة عند وصولهم قمة النجاح المهني.
وفي عام 2004، وفقًا لاستطلاع الرأي الذي قامت به شبكة التليفزيون الرياضية إي إس بي إن، وشارك فيه خمسة عشر اسمًا من أبرز الأسماء في تاريخ الكريكيت، يُعد ريتشاردز ثالث أفضل لاعب بعد برادمان وسوبرز، وثانى أعظم ضارب كرة بعد برادمان. وفقًا لاستطلاع آخر، يُعد ريتشاردز أفضل لاعب كريكيت منذ عام 1970 قبل إيان بوثام وشين وارن. وخلال هذا الاستطلاع صوَّت كلٌ من بوثام ووارن لصالح ريتشاردز حيث من وجهة نظرهم يُعد ريتشاردز أفضل ضارب كرة. في عام 2006، من خلال دراسة قام بها فريق مجلة إي إس بي إن كريسينفو Cricinfo تم اختياره مجددًا كأفضل ضارب كرة كريكيت خلال مباريات وان داي إنترناشيونال. كما قال عنه لاعب الكريكيت السابق ديريك برينغل بأنه أفضل ضارب كرة في تاريخ الكريكيت المحدود.
قد جعله أسلوبه القوي والجريء في اللعب، وسلوكه الحازم والمريح محبوب الجماهير والمفضل لديهم وجعل منه خصمًا يخشاه جميع اللاعبين وضاربو الكرة في جميع أنحاء العالم. غالبًا تُستخدم كلمة «المتغطرس» للإشارة إليه وإلى أسلوبه القوي في ضرب الكرة. بالإضافة إلى أن أسلوبه في صد الكرة وضربها قد أخاف وسيطر كليًا على خصومه من رامي الكرات.

## الوظيفة الدولية
ظهر ريتشاردز في مباراة اختبار لأول مرة في مباراة فريق الهند الغربية للكريكت ضد الهند عام 1974 في بانغالور. حقق انتصارًا بمجموع 192 نقطة في التيست الثاني لنفس تلك السلسلة من المباريات في نيودلهي. واعتبرته جزر الهند الغربية ورقة رابحة ولاعبًا قويًا بالفريق وظل محافظًا على أدائه الفريد طوال السنوات الأولى من حياته المهنية الواعدة.
في مباريات الاختبار الوظيفي التي شارك فيها خلال حياته المهنية، سجل ريتشاردز 8.540 رمية في 121 مباراة الاختبار الوظيفي بمتوسط 50.23 (شمل ذلك القرن 24). كما سجل أيضًا خمس دول في سلسلة الكريكيت العالمية في الفترة من 1977 إلى 1979.وبالرغم من عدم اعتراف مجلس الكريكيت الدولي بها كدول اختبارات «رسمية»، لكن يمكن القول إن مباريات الكريكيت عالية المستوى التي تمت إقامتها خلال هذه السلسلة يمكن تصنيفها جنبًا إلى جنب مع 24 اختبار القرن التي حققها سابقًا. فاز ريتشاردز بخمس وعشرين مباراة من أصل خمسين عندما كان قائد الاختبار، وخسر 8. مباريات فقط كما يُعد أسرع هداف في تسجيل دول الاختبار، حيث استطاع ضرب 56 كرة خلال المباراة ضد إنجلترا في أنتيغوا خلال جولة عام 1986. كما حقق 84 ستة في اختبار كريكيت. تأتي جولاته العالية التي حقق فيها 291 هدفًا في المركز السادس بقائمة جزر الهند الغربية لأعلى الأهداف الفردية.
وفي عام 1975 ساعد ريتشاردز فريق جزر الهند الغربية في الفوز بنهائي كأس العالم الافتتاحي للكريكت، ثم لاحقًا وصف مشاركته هذه بالعمل الأكثر بروزًا ونجاحًا في سيرته المهنية.
تألق ريتشاردز في هذا المجال، وخاصة مع خروج كلٍ من آلان تيرنر (Alan Turner)، إيان تشابيل(Ian Chappell) وغريغ تشابيل (Greg Chappell). فاز فريق جزر الهند الغربية مرة أخرى ببطولة كأس العالم التالية للكريكيت لعام 1979، يرجع الفضل إلى مجموع النقاط الذي حققه ريتشاردز في النهائي ملعب لوردز، يؤمن ريتشاردز، بالرغم من الانقسامات الداخلية للجزيرة، أن شعب بحر الكاريبي وجزره قد توحد مجددًا سواء كانت النتيجة فوزًا أو هزيمةً. ظل ريتشاردز حتى عام 2005 اللاعب الوحيد الذي حقق مجموع 100 دورة وخمسة ويكيتز في مباريات وان داي إنترناشيونال خلال لعبه ضد نيوزيلندا فيدنيدن عامي 1986 و1987. ثم في عام 1984 استطاع الإفلات من هجمة شرسة خلال مباراة في ملعبترافورد القديم، وبالشراكة مع مايكل هولدينج استطاع ريتشارد تحقيق مجموع 189 نقطة ليحقق الفوز وينزع النصر من يد خصمه.
يُعد عام 1976 أفضل عام: في حياة ريتشارد المهنية حيث سجل مجموع 1710 رمية بمتوسط مدهش بلغ 90.00، مع إحراز سبعة دول في 11 اختبار. يُعد هذا الإنجاز من أكثر إنجازات ريتشاردز تفردًا وبروزًا، مع الأخذ في عين الاعتبار عدم مشاركته في مباراة الاختبار الثاني الذي أُقيم بملعب لوردز بعد إصابته بداء الحمى الغدية ولكنه عاد مرة أخرى ليسجل أفضل النقاط في حياته المهنية بمجموع 291 لاحقًا في مباراة بملعب البيضاوي (The Oval) في الصيف. ظل هذا المجموع من النقاط يُعد رقمًا قياسيًا بالنسبة لرميات الاختبار التي يقوم بها أي ضارب كرة في السنة التقويمية الواحدة لمدة 30 عامًا حتى حطم محمد يوسف لاعب الكريكيت الباكستاني هذا الرقم في 30 نوفمبر عام 2006.
ظل ريتشاردز قائد فريق وست إنديز خلال 50 مباراة اختبار منذ عام 1984 حتى عام 1991. كما يُعد قائد جزر الهند الغربية الوحيد الذي لم يخسر مطلقًا سلسلة المباريات الاختبارية، يُقال إن رغبته الشديدة في الفوز هي العامل الأساسي الذي ساعده على تحقيق مثل هذه الإنجازات. مع ذلك لم تخل فترة ترأسه لقيادة الفريق من الجدال والخلاف: فقد أدت «حركة أصبعه» المسيئة العدوانية (finger-flapping) إلى الطرد الخاطئ لضارب الكرة روب بيلي خلال مباراة باربادوس عام 1990، قال ويسدن إنه في أحسن الأحوال يُعد هذا «التصرف غير وقور وقبيح. وفي أسوأ الأحوال يُعد هذا التصرف جزءًا من فن الفوز بالمبارات عن طريق الخداع والآلاعيب». في الوقت الحاضر، يتم معاقبة اللاعبين على مثل هذا السلوك بموجب البند 2.5. من أحكام العقوبات وفقًا لقانون مجلس الكريكيت الدولي.
خلال مباراة ضد فريق زيمبابوي في بطولة كأس العالم للكريكت عام 1983، عاد ريتشاردز إلى خط الملعب بعد توقف اللعب نتيجة الإضاءة السيئة وبدون قصد تعرض لإصابة عند الطرف الخاطئ، تُعد مثل هذه الإصابات والحوادث دائمة الحدوث والتكرار
ظهر فيف في الفيلم الوثائقي حريق في بابل (Fire in Babylon) وتحدث عن تجاربه وخبراته.

## الكريكيت على مستوى المقاطعة الإنجليزية
تمتع ريتشاردز بحياة مهنية طويلة وناجحة خلال لعبه، في بطولة المقاطعة بإنجلترا، ضمن فريق سومرست لعدة سنوات في عام 1983، فاز الفريق بكأس ناتويست NatWest Trophy إيان بوثام
ولكن بالرغم من حضوره الطوطمي في النادي إلا أن مستوى أدائه في الملعب بدأ في الهبوط وأنهت المقاطعة نهائي بطولة المقاطعة لعامي 1985 و1986.ثم أصبح رئيس الفريق الجديد بيتر رويباك (Peter Roebuck) هو مركز الجدل بعدما لعب دورًا أساسيًا في قرار المقاطعة بعدم تجديد عقد كلٍ من ريتشاردز ورفيقه وابن بلده جويل جارنر (Joel Garner)، اللذان حققا الكثير من الفوز وجلبا النصر للمقاطعة خلال الثماني سنوات السابقة بأدائهم المتميز في تسجيل الرميات والويكت خلال دورات المباريات، للمشاركة في موسم عام 1987. اقترح نادي سومرست استبدال الثنائي بالضارب النيوزيلندي مارتن كرو (Martin Crowe)، وبالتالي رفض اللعب الرياضي بوثام توقيع أي عقود جديدة وانضم إلى فريق رسيستيرشاير. وبعد عدة سنوات من الحزن ورحيل رويباك النهائي من النادي، تم تسمية مجموعة من بوابات الدخول ومنصة في ملعب المقاطعة للكريكت، بتونتون على اسم ريتشاردز تكريمًا له.
بعد رحيله عن فريق سومرست، أمضى موسم عام 1987 مشاركًا في دوري لانكشير حيث كان يلعب كمحترف لصالح نادي ريشتون للكريكت، وذلك في خضم الاستعداد لجولة فريق جزر الهند الغربية الموسم المقبل وقرب نهاية حياته المهنية، عاد ريتشاردز مرة أخرى إلى مقاطعة سومرست للكريكت في موسم 1990 ليلعب لصالح فريق نادي جلامورغان ويساعدهم في محاولتهم للفوز بدوري AXA Sunday عام 1993.

## تقاعده

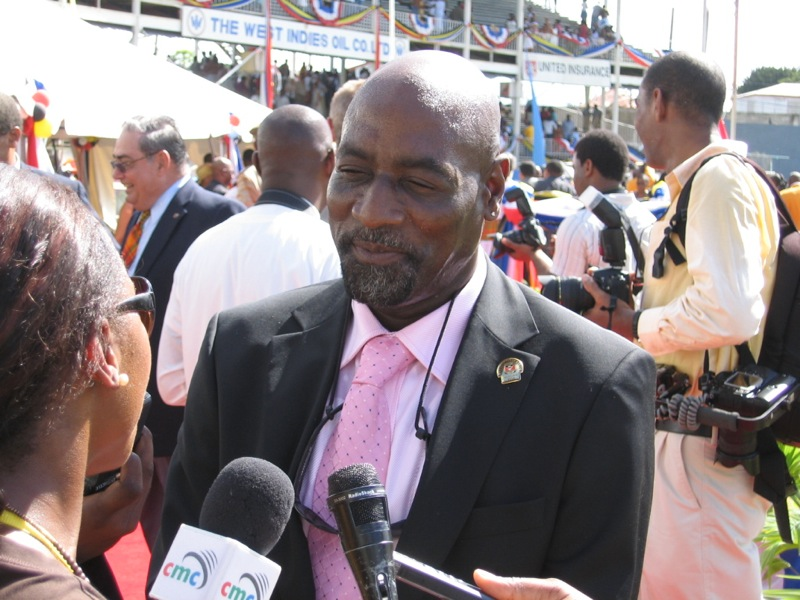
ريتشاردز في مقابلة حوارية معه بعد مبارة كريكيت عام 2006

بعيدًا عن أسلوبه المميز في اللعب فقد عُرف ريتشاردز أيضًا بمبادئه الشخصية النبيلة حين رفض قبول «شيك مطلق التصرف» (شيك على بياض)، ليسجل فيه المبلغ الذي يريده، وذلك كعرض ليلعب لصالح فريق جزر الهند الغربية في جنوب إفريقيا خلال أبارتيد؛ عصر (الفصل العنصري) عام 1983 وعام 1984.
يُعد كلٍ من الأسترالي دونالد برادمان النيوزيلندي جلين تيرنر والباكستاني ظهير عباس وريتشاردز لاعبي الكريكيت الأربعة الذين استطاعوا تحقيق مجموع مائة دورة في كريكيت الدرجة الأولى.
كما حصل على لقب لاعب كريكيت ويسدن للعام في 1977
في عام 2000 تم اختياره من قبل لجنة مكونة من مائة خبير كواحدٍ من أفضل خمسة لاعبي كريكيت ويسدن للقرن. حيث حصل على (25 صوت) من أصل 100 بعد ما جاء في المركز الأول سير دونالد برادمان مع حصوله على (100 صوت)، وحصل سير غارفيلد سوبيرز على (90 صوت)، سير جاك هوبس على (30 صوت) وفي المركز الرابع شاين وارن بحصوله على (27 صوت).
لعب ريتشاردز أيضًا كرة القدم الدولية لصالح منتخب أنتيغوا، مشاركًا في مباريات التأهل لبطولة كأس العالم لكرة القدم عام 1974.
غالبًا كان يتم الاستماع إلى مبارياته عبر برنامج قناة بي بي سي الإذاعي تست ماتش سبيشيل Test Match Special.

## الحياة الشخصية
لدى ريتشاردز وزوجته ميريام طفلين: ماتارا، التي تعيش حاليًا في تورونتو، كندا، ومالي، وهو أيضًا لاعب كريكيت درجة أولى.
دخل ريتشاردز في علاقة قصيرة مع الممثلة الهندية نينا جوبتا، وقد أثمرت هذه العلاقة عن إنجابهم ماسابا، التي وُلدت عام 1989.

## مظاهر التكريم
وفي عام 1994، حصل علي وسام الإمبراطورية البريطانية برتبة ضابط اختصارًا (أو بي إي) لإنجازاته في مجال الكريكيت. وفي عام 1999، تم منحه وسام البطل القومي برتبة فارس اختصارًا (كيه إن أتش) من قبل موطنه الأصلي ومسقط رأسه أنتيغوا وباربودا.
وتم تسمية ملعب السير فيفيان ريتشاردز في سانت جونز، أنتيغوا على اسمه تكريمًا له ولإنجازاته. أُنشئ هذا الملعب ليتم استخدامه في مباريات كأس العالم للكريكيت لعام 2007.

## وصلات خارجية
- فيف ريتشاردز على موقع إي آس بي آن كريك إنفو (الإنجليزية)
- Antigua's National Hero links
- فيف ريتشاردز على موقع IMDb (الإنجليزية)
- فيف ريتشاردز على موقع الموسوعة البريطانية (الإنجليزية)
- فيف ريتشاردز على موقع قاعدة بيانات الفيلم (الإنجليزية)